# Девширме

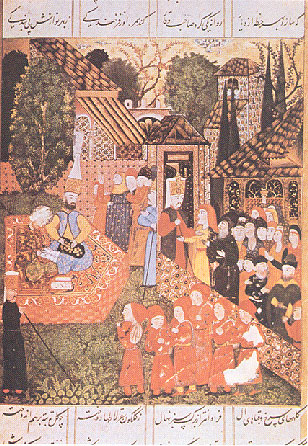
«Девширме»
гравюра из дворца Топкапы

Девширме́ (осман. دوشيرمه‎ / devşirme «набор» ← осман. ديوشرمك‎ / devşirmek «собирать <плоды, цветы и т. д.>»; греч. παιδομάζωμα [paidomazoma] «набор детей»; арм. տերշիմէ; серб. данак у крви; босн. danak u krvi; черног. порез у крви; макед. данок на крв и болг. кръвен данък «кровная дань, налог кровью») — в Османской империи один из видов налога с немусульманского населения, система принудительного набора мальчиков из христианских семей для их последующего воспитания и несения ими службы в качестве капыкулу («слуг Порты»), то есть личных невольников султана. Большинство чиновников и военных Османской империи в XV—XVI веках состояло именно из призванных по девширме лиц. Личные слуги (де-факто рабы) султана обычно служили в одном из четырёх имперских ведомств: дворцовая служба, канцелярия (Kalemiyye), богословы (İlmiyye) и военные (Seyfiyye). Последние, элитные, подчинявшиеся напрямую султану, войска, делились на кавалерию и пехоту. Кавалерия именовалась Kapıkulu Süvarileri («Кавалерия слуг Порты»), а пехота Kapıkulu Ordusu («Армия слуг Порты»). Другое, более распространённое название Yeni Çeri (янычары «новый воин»), отражало скорее статус воина, чем его принадлежность к тому или иному роду войск. Янычары также выполняли полицейские и охранные функции.

## История
Практика набора воинов и слуг из иноплеменных и покорённых племён и народов в истории человечества известна с незапамятных времён. В частности подобное практиковалось в государствах Великой Степи, в том числе в Тюркском каганате и в монгольской империи XIII—XV вв.
Османы не были исключением из правила. Уже на ранних этапах истории Османского бейлика, а потом султаната в составе его армии служили представители самых разных народов, многие из которых принимали господствующее вероисповедание — ислам. Оформление этой системы в контексте государственной и правовой системы Османской империи и породило явление «девширме».
Основной причиной возникновения девширме было недоверие османских султанов к собственной тюркской элите. Начиная со времён Мурада I, у османских правителей появилась постоянная необходимость «уравновешивать власть (тюркской) аристократии с помощью создания и развития личного войска из христианских зависимых солдат и обращённых капыкуллары („слуг Порты“)». Так, один из таких «заключённых» дворца писал: «Во дворце есть всего несколько человек, говорящих по-тюркски от рождения, потому что султан полагает, что вернее служат ему обращённые христиане, у которых нет ни крова, ни дома, ни родителей, ни друзей». В популярной среди османской бюрократии тех времён книге «Правление, или, Руководство для правителей» такая политика обосновывается, в частности, тем, что если султан примет на службу представителей разных народов, то «все народности будут стремиться превзойти друг друга … Если армия состоит из одного народа, появляется опасность. У солдат нет рвения, и они подвержены беспорядку».
Своего пика практика девширме достигла во времена правления Мехмеда II, который в полной мере испытал на себе опасность, исходящую от сильной мусульманской элиты. В 1446 году, после всего двух лет правления будущий завоеватель Константинополя, возможно, по наущению великого визиря и собственного родственника, Чандарлы Халил-паши, был отстранён от власти. На два года трон вернулся его отцу Мураду II. Халил-паша был также одним из активных противников похода на византийскую столицу, называя это предприятие «помутнением сознания опьянённого юноши». После этого большинство великих визирей и пашей были «слугами Порты». Только 18 (по некоторым данным 12) из 48 визирей после завоевания Константинополя имели тюркское происхождение, поэтому некоторые турки называли Диван (имперский совет) «невольничьим рынком».
Система «девширме» сводилась к тому, что, не всегда регулярно, из налогооблагаемой общины, чаще всего из христианских семей балканских крестьян, брался в среднем каждый пятый неполовозрелый мальчик (от 8 до 16 лет, однако случалось, что брали и 6-летних, и юношей до 20 лет). В присутствии старосты, священника и кади его имя и происхождение записывалось в реестр, после чего мальчику делали обрезание, обращали в ислам и увозили в Константинополь, где он воспитывался до достижения половой зрелости. Самые способные получали образование в эндеруне (дворцовой школе) или в доме одного из пашей и поступали впоследствии на правительственную службу в качестве чиновника. Остальных отправляли в деревню «к турку», где они учились говорить по-турецки. Затем такие юноши поступали на службу во дворец, где становились садовниками. Некоторые работали матросами или строителями. Большинство же становилось янычарами и выполняло разные функции, от службы в регулярной пехоте до личной охраны султана или патриарха. Подобным образом стал известен миру один из величайших османских архитекторов и инженеров — Мимар Синан.
Для многих семей отбор их сыновей по девширме становился настоящей трагедией, но нередки были и случаи, когда родители сами всячески способствовали попаданию ребёнка во дворец, так как служба там открывала огромные возможности для простого крестьянского мальчика. О пожертвованиях и вкладах сипахов существуют упоминания в записях о строительстве (официально запрещённом в Османской империи, но разрешавшемся чиновником, часто из обращённых христиан, на месте) и восстановлении православных храмов, финансировании иконописи и стенной росписи, о заказах рукописей или священных сосудов.
С 1580-х годов «слугам Порты» было разрешено заводить семьи и записывать своих детей в янычары по наследству, в результате чего корпус постепенно начал закрываться, превращаясь в наследственный.
Последнее упоминание о наборе христиан по девширме относится к началу XVIII века.